# Egyházashollós
Egyházashollós is een plaats (község) en gemeente in het Hongaarse comitaat Vas. Egyházashollós telt 580 inwoners (2001).